# Нік де Йонг
Нік де Йонг (нід. Nick de Jong; народився 23 лютого 1981, Неймеген, Нідерланди) — нідерландський хокеїст, захисник/лівий крайній нападник. Наразі виступає за «Неймеген Девілс» в Ередивізі. У складі національної збірної Нідерландів учасник кваліфікаційного турніру до зимових Олімпійських ігор 2006, учасник чемпіонатів світу 2000 (група B), 2003 (дивізіон I), 2004 (дивізіон I), 2005 (дивізіон I), 2008 (дивізіон I), 2009 (дивізіон I) і 2010 (дивізіон I). У складі молодіжної збірної Нідерландів учасник чемпіонату Європи 1999 (дивізіон II), чемпіонатів світу 2000 (група D) і 2001 (дивізіон III). 
Виступав за «Неймеген Тайгерс», «Амстердам Бульдогс», «Неймеген Емперорс», «Геренвен Флаєрс», «Неї-сюр-Марн».